# Difosfat de desoxiadenosina
El difosfat de desoxiadenosina de fórmula {\displaystyle {\ce {C10H15N5O9P2}}}
(en anglès Deoxyadenosine diphosphate abreujat com dADP és un derivat d'un àcid nucleic comú, ATP, en el qual el grup hidroxil -OH del carboni 2' de la pentosa s'ha tret (d'aquí la part del nom desoxi-). Addicionalment el difosfat del nom indica que un dels grups fosforil d'ATP s'ha tret, probablement per hidròlisi.